# Městské opevnění (Soběslav)
Městské opevnění je opevnění v Soběslavi pocházející ze 14. století. Dochovaly se parkánové hradby a obezdívky příkopu, včetně dvou bašt. Dobře patrný je i parkán a příkop.

## Historie
Historicky první zmínka o opevnění pochází z roku 1293. Když v roce 1390 město Soběslav získalo výsady po vzoru královských měst, došlo ke stavbě městského opevnění. Začátek stavby opevnění začal koncem 14. století. Během husitských válek bylo město dvakrát vypáleno a hradby poničeny. Opraveny byly v 15. století Janem z Rožmberka. Vše se dělo během hospodářské prosperity města. Opevnění bylo v 16. století opět opravované, ale archivní zmínky se o tom nepodařilo dochovat. V 17. století bylo k hradbám přistaveno sedm věží. Komplex opevnění obsahoval i dvě brány a fortny. Na začátku 19. století začala parcelace parkánu, proto byly zbourány brány, fortny a část hradeb.

## Popis opevnění
Městské opevnění bylo tvořeno hlavní a parkánovou hradbou. U hradeb byl vodní příkop široký 13 až 15 metrů a val, který byl obezděn další zdí. Šířka hlavní hradby byla 1,8 metrů a výška 6 až 8 metrů. Parkán byl široký 10 až 11 metrů, parkánová hradba byla silná 70 cm. Příkop dnes dosahuje hloubky 3 metrů, roste v něm tráva a je pravidelně udržován. Patrně býval hlubší a obezděn menší zídkou. Na severní a jižní straně se nacházely dvě velké brány, na východní a západní straně byly dvě menší branky pro pěší. Hradby byly podpořeny sedmi baštami. Nejlépe se dnes zachovaly na východní, severní a jižní straně, na západní straně zůstaly pouze malé části.

## Galerie

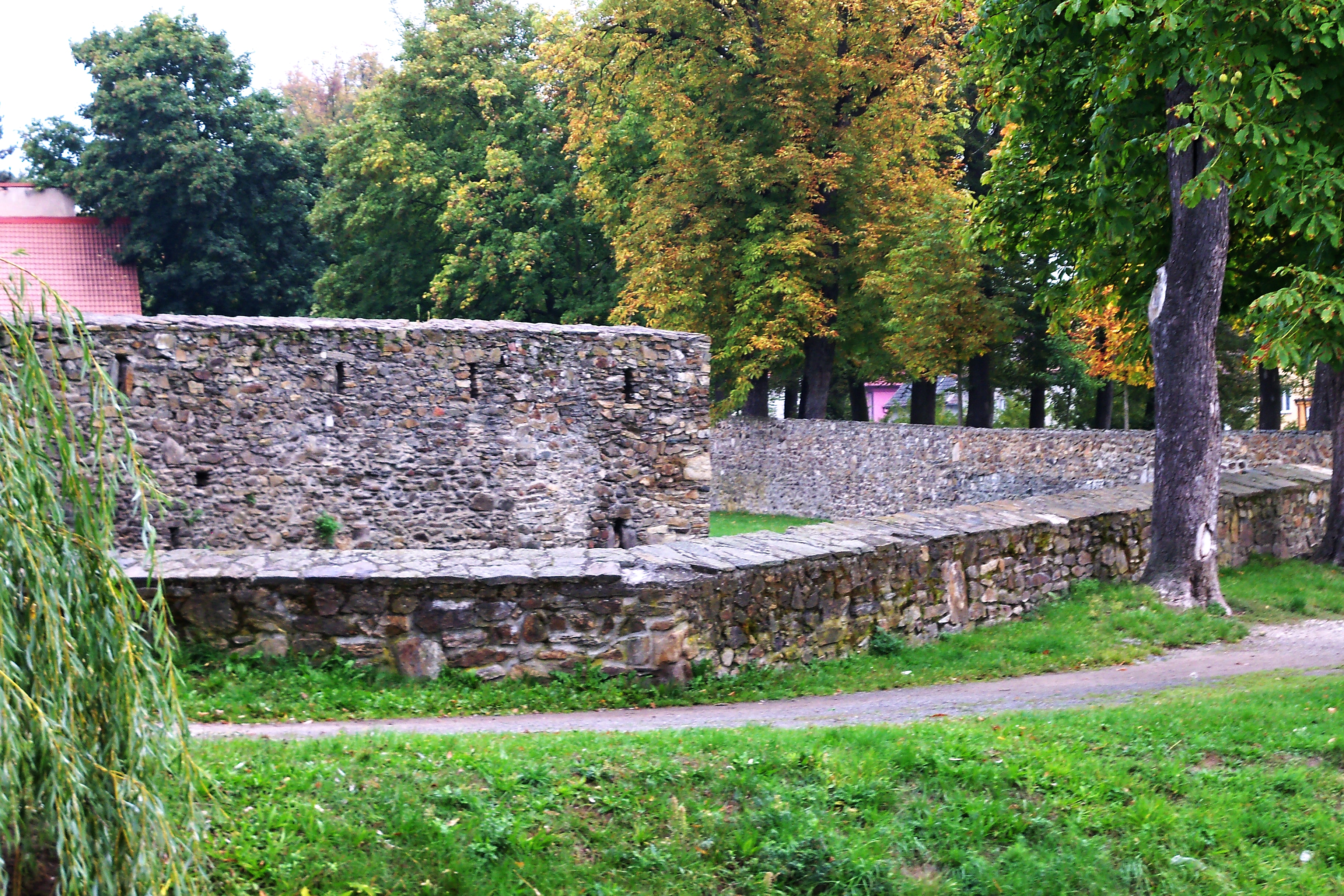
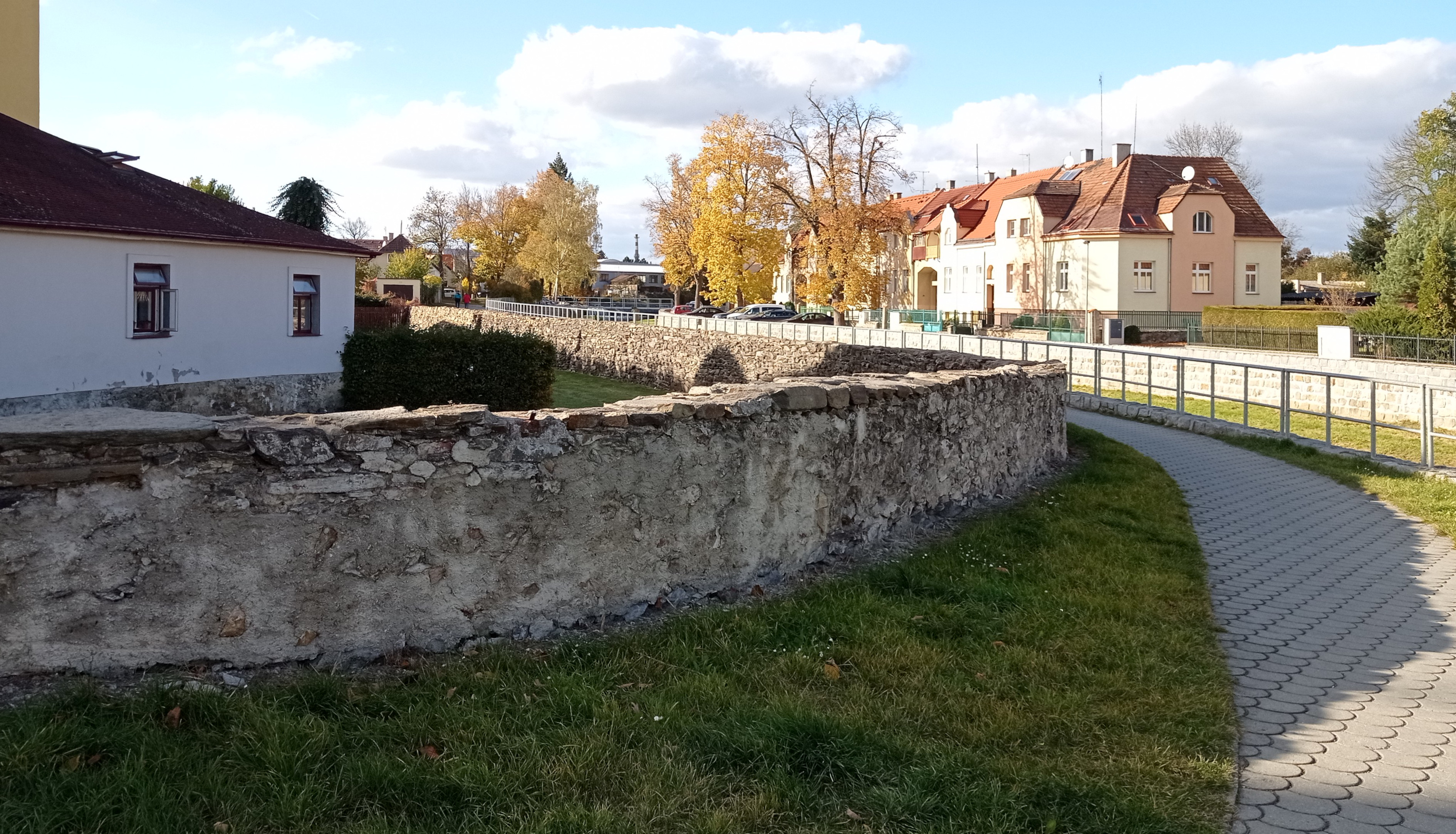
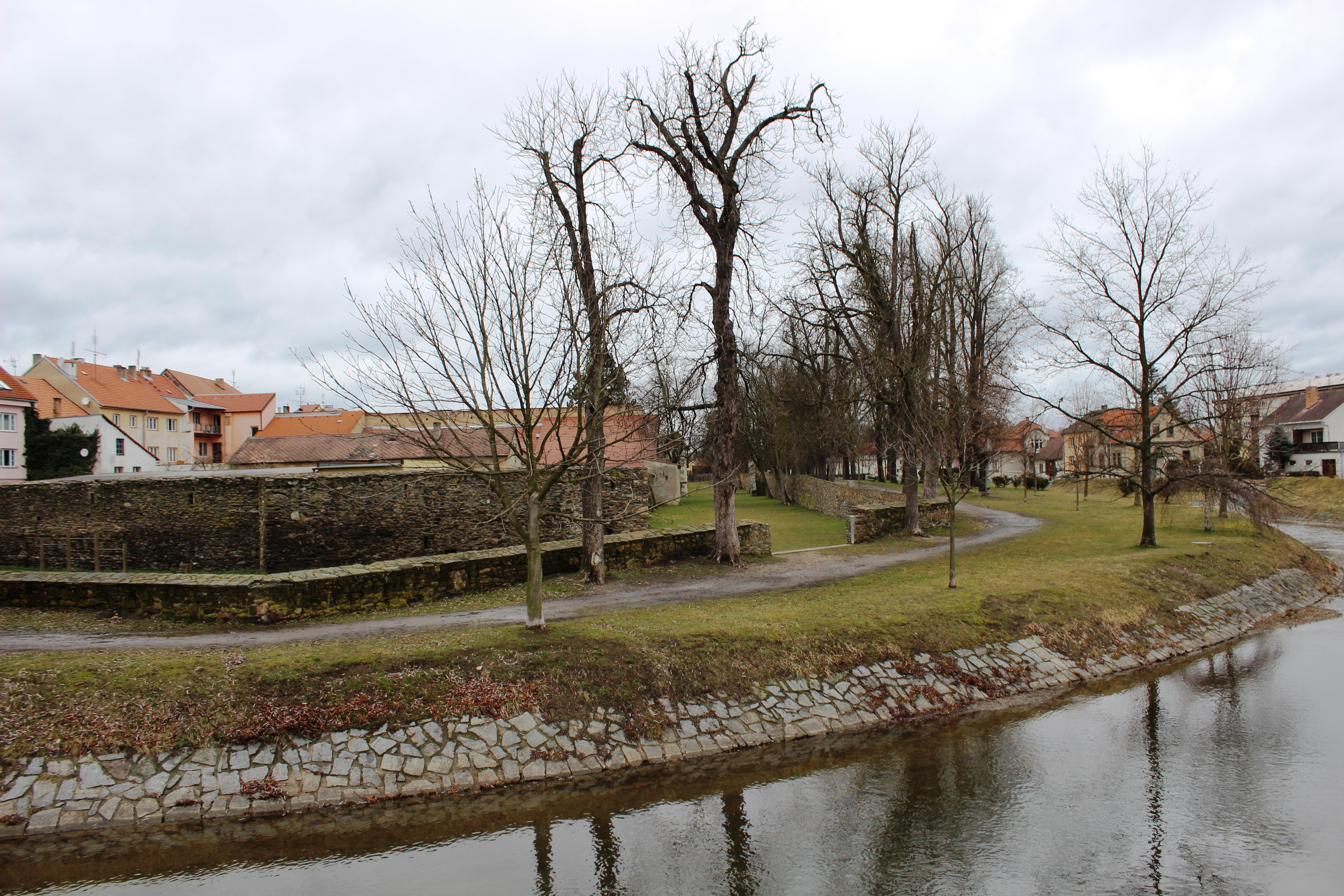
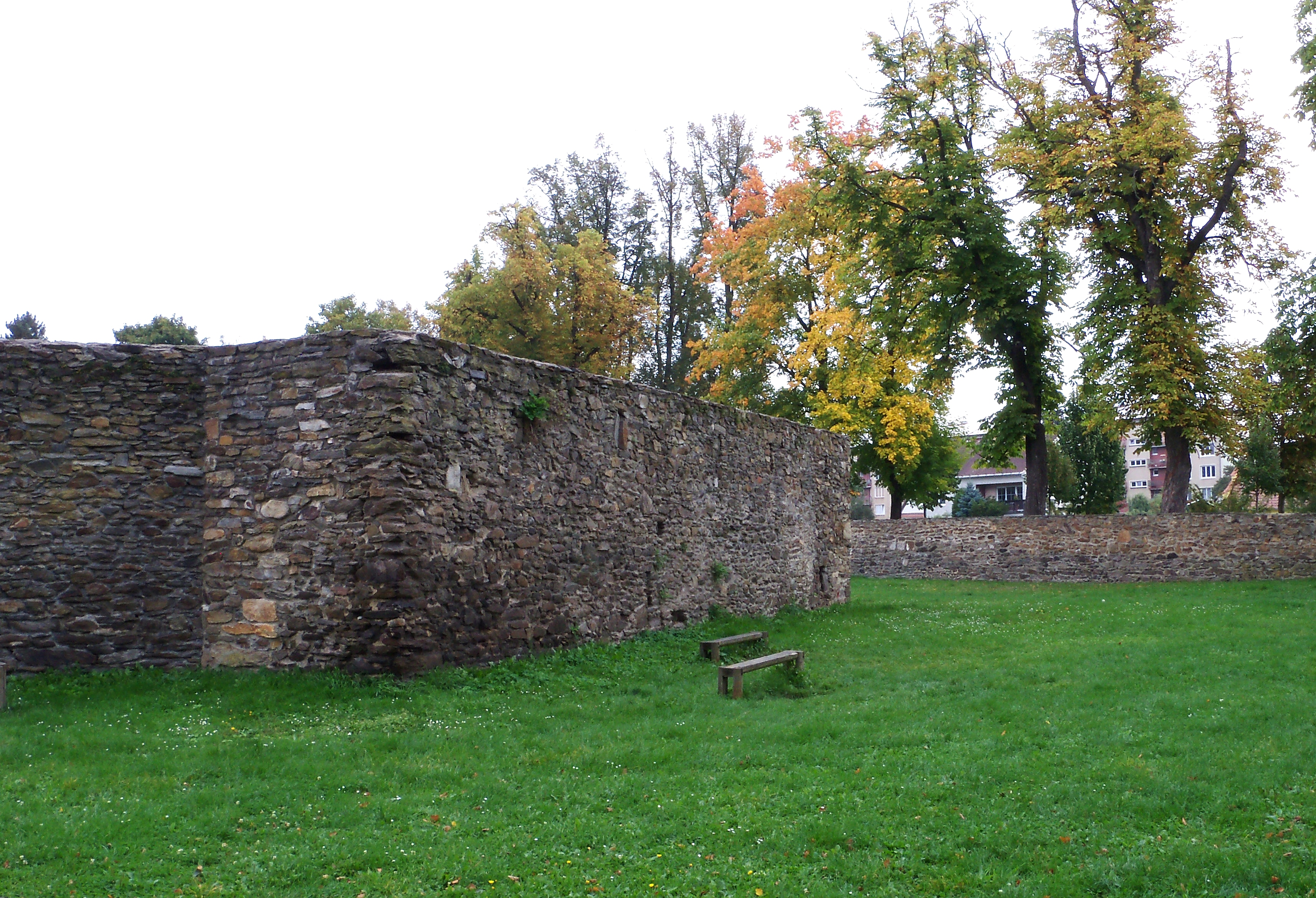

## Památková hodnota
Dochované městské opevnění je významnou částí historického jádra města. Celé opevnění je podle zákona chráněno.